# Primera temporada de Star Trek: La serie original
La primera temporada de la serie de televisión estadounidense de ciencia ficción Star Trek, creada originalmente por Gene Roddenberry, se estrenó en NBC el 8 de septiembre de 1966 y concluyó el 13 de abril de 1967. La temporada debutó en Canadá en CTV dos días antes del estreno en Estados Unidos, el 6 de septiembre de 1966. Constó de 29 episodios, que es la mayor cantidad de episodios en una temporada para la serie original de Star Trek. Presenta a William Shatner como el Capitán James T. Kirk, Leonard Nimoy como Spock y DeForest Kelley como Leonard McCoy.

## Historial de transmisiones
La temporada se emitió originalmente los jueves a las 8:30 pm (ET) en NBC.

## Elenco
- William Shatner como Capitán James T. Kirk: oficial al mando del USS Enterprise
- Leonard Nimoy como Comandante Spock: el oficial científico y primer oficial ejecutivo (es decir, segundo al mando) de la nave, mitad humano y mitad vulcano.
- DeForest Kelley como el teniente comandante Dr. Leonard "Bones" McCoy: el jefe médico y tercer oficial del barco.
- James Doohan como el teniente comandante Montgomery "Scotty" Scott: el ingeniero jefe y segundo oficial del Enterprise (es decir, tercero al mando)
- Nichelle Nichols como la teniente Nyota Uhura: oficial de comunicaciones del barco.
- George Takei como el teniente Hikaru Sulu: el timonel del barco.
- Majel Barrett como la enfermera Christine Chapel: la enfermera jefe de la nave (Barrett, quien interpretó a la primera oficial de la nave, Número Uno, en "The Cage", también puso voz a la computadora del barco).
- Grace Lee Whitney como Janice Rand: el yeoman del capitán

## Episodios
La siguiente tabla enumera los episodios por orden de fecha de emisión original de NBC, que a veces difiere del orden de filmación y producción.

| N.º en serie | N.º en temp. | Título                                                                      | Dirigido por              | Escrito por                                                                 | Fecha de emisión original                      | Código de prod. |
| ------------ | ------------ | --------------------------------------------------------------------------- | ------------------------- | --------------------------------------------------------------------------- | ---------------------------------------------- | --------------- |
| 1            | 1            | «The Man Trap» «La trampa humana»                                           | Marc Daniels              | George Clayton Johnson                                                      | 8 de septiembre de 1966                        | 06              |
| 2            | 2            | «Charlie X»                                                                 | Lawrence Dobkin           | Historia: Gene Roddenberry Guion: D.C. Fontana                              | 15 de septiembre de 1966                       | 08              |
| 3            | 3            | «Where No Man Has Gone Before» «Un lugar jamás visitado por el hombre»      | James Goldstone           | Samuel A. Peeples                                                           | 22 de septiembre de 1966                       | 02b             |
| 4            | 4            | «The Naked Time» «Horas desesperadas»                                       | Marc Daniels              | John D. F. Black                                                            | 29 de septiembre de 1966                       | 07              |
| 5            | 5            | «The Enemy Within» «El propio enemigo»                                      | Leo Penn                  | Richard Matheson                                                            | 6 de octubre de 1966                           | 05              |
| 6            | 6            | «Mudd's Women» «Las mujeres de Mudd»                                        | Harvey Hart               | Historia: Gene Roddenberry Guion: Stephen Kandel                            | 13 de octubre de 1966                          | 04              |
| 7            | 7            | «What Are Little Girls Made Of?» «¿De qué están hechas las niñas pequeñas?» | James Goldstone           | Robert Bloch                                                                | 20 de octubre de 1966                          | 10              |
| 8            | 8            | «Miri»                                                                      | Vincent McEveety          | Adrian Spies                                                                | 27 de octubre de 1966                          | 12              |
| 9            | 9            | «Dagger of the Mind» «La daga de la mente»                                  | Vincent McEveety          | Shimon Wincelberg                                                           | 3 de noviembre de 1966                         | 11              |
| 10           | 10           | «The Corbomite Maneuver» «Las maniobras de la carbonita»                    | Joseph Sargent            | Jerry Sohl                                                                  | 10 de noviembre de 1966                        | 03              |
| 1112         | 1112         | «The Menagerie» «La colección de fieras»                                    | Marc DanielsRobert Butler | Gene Roddenberry                                                            | 17 de noviembre de 196624 de noviembre de 1966 | 16              |
| 13           | 13           | «The Conscience of the King» «La conciencia del rey»                        | Gerd Oswald               | Barry Trivers                                                               | 8 de diciembre de 1966                         | 13              |
| 14           | 14           | «Balance of Terror» «El equilibrio del terror»                              | Vincent McEveety          | Paul Schneider                                                              | 15 de diciembre de 1966                        | 09              |
| 15           | 15           | «Shore Leave» «El permiso»                                                  | Robert Sparr              | Theodore Sturgeon                                                           | 29 de diciembre de 1966                        | 17              |
| 16           | 16           | «The Galileo Seven» «El Galileo siete»                                      | Robert Gist               | Historia: Oliver Crawford Guion: Oliver Crawford & Shimon Wincelberg        | 5 de enero de 1967                             | 14              |
| 17           | 17           | «The Squire of Gothos» «El escudero de Gothos»                              | Don McDougall             | Paul Schneider                                                              | 12 de enero de 1967                            | 18              |
| 18           | 18           | «Arena»                                                                     | Joseph Pevney             | Historia: Fredric Brown Guion: Gene L. Coon                                 | 19 de enero de 1967                            | 19              |
| 19           | 19           | «Tomorrow Is Yesterday» «El Mañana es ayer»                                 | Michael O'Herlihy         | D. C. Fontana                                                               | 26 de enero de 1967                            | 21              |
| 20           | 20           | «Court Martial» «Consejo de guerra»                                         | Marc Daniels              | Historia: Don M. Mankiewicz Guion: Don M. Mankiewicz & Steven W. Carabatsos | 2 de febrero de 1967                           | 15              |
| 21           | 21           | «The Return of the Archons» «El retorno de los arcontes»                    | Joseph Pevney             | Historia: Gene Roddenberry Guion: Boris Sobelman                            | 11 de abril de 1988                            | 22              |
| 22           | 22           | «Space Seed» «Semilla espacial»                                             | Marc Daniels              | Historia: Carey Wilber Guion: Gene L. Coon & Carey Wilber                   | 16 de febrero de 1967                          | 24              |
| 23           | 23           | «A Taste of Armageddon» «El apocalipsis»                                    | Joseph Pevney             | Historia: Robert Hamner Guion: Robert Hamner & Gene L. Coon                 | 23 de febrero de 1967                          | 23              |
| 24           | 24           | «This Side of Paradise» «Esa cara del paraíso»                              | Ralph Senensky            | Historia: Jerry Sohl & D. C. Fontana Guion: D. C. Fontana                   | 2 de marzo de 1967                             | 25              |
| 25           | 25           | «The Devil in the Dark» «El diablo en la oscuridad»                         | Joseph Pevney             | Gene L. Coon                                                                | 9 de marzo de 1967                             | 26              |
| 26           | 26           | «Errand of Mercy» «Tentativa de salvamento»                                 | John Newland              | Gene L. Coon                                                                | 23 de marzo de 1967                            | 27              |
| 27           | 27           | «The Alternative Factor» «El factor alternativo»                            | Gerd Oswald               | Don Ingalls                                                                 | 30 de marzo de 1967                            | 20              |
| 28           | 28           | «The City on the Edge of Forever» «La ciudad al fin de la eternidad»        | Joseph Pevney             | Harlan Ellison                                                              | 6 de abril de 1967                             | 28              |
| 29           | 29           | «Operation -- Annihilate!» «Operación: aniquilación»                        | Herschel Daugherty        | Steven W. Carabatsos                                                        | 13 de abril de 1967                            | 29              |

## Medios domésticos
A principios de 1980, Paramount Home Video emitió una serie limitada de cintas VHS con dos episodios por volumen, de conformidad con el estreno en cines de Star Trek: The Motion Picture, con un precio de venta de 79,99 dólares por volumen.
A partir de marzo de 1981, un puñado de episodios de la primera temporada debutaron en CED. Con el lanzamiento de Star Trek II: The Wrath of Khan en los cines en junio de 1982, Paramount Home Video se arriesgó a lanzar el episodio de la primera temporada "Space Seed" (junto con un puñado de títulos teatrales) a la venta al público por un precio reducido de 29,99 dólares, en una época en la que los títulos de cintas de vídeo normalmente se vendían por unos 80 dólares. La medida colocó al episodio en la posición superior de ventas durante el resto del año (lo que ayudó a establecer el mercado minorista de "venta directa") y hasta 1983, cuando Star Trek II salió a la venta pública por 39,95 dólares. Un conjunto completo de episodios de la primera temporada debutó entre 1985 y 1989 en formatos laserdisc, VHS y Betamax, generalmente con dos episodios por volumen (“The Menagerie”, las partes 1 y 2 aparecieron el año anterior en laserdisc). Columbia House comenzó a publicar volúmenes de venta por correo con episodios en orden de "fecha estrella" en 1986.
El piloto de la serie original, "The Cage", se lanzó en video casero en 1986 y consta de imágenes impresas en blanco y negro combinadas con imágenes en color del episodio de dos partes de la primera temporada "The Menagerie" con una duración de 73 minutos. En 1988, se encontraron las imágenes en color eliminadas y la versión a todo color del episodio debutó en televisión y luego se lanzó por primera vez en video casero, con una duración más corta de 64 minutos.
A partir de agosto de 1999, los episodios de la primera temporada debutaron en DVD, con dos episodios por volumen, completando la serie completa, incluidas ambas versiones de "The Cage", en noviembre de 1991. Una caja de la temporada completa con nuevas características adicionales, pero sin cualquiera de las versiones del piloto, se lanzó en agosto de 2004.
La primera temporada se lanzó en formato HD-DVD como un conjunto de 10 discos a finales de 2007. El set incluía la serie con efectos remasterizados en discos combinados híbridos DVD/HD-DVD, que se reproducen en reproductores de DVD con definición estándar, pero también en reproductores HD-DVD adecuados. HD-DVD se suspendió en general, por lo que solo la primera temporada se lanzó en HD-DVD, aunque las dos últimas temporadas todavía se lanzaron como versiones remasterizadas en DVD. Al comprar un reproductor HD-DVD y un HD-DVD remasterizado de la primera temporada de Star Trek, los compradores de esta promoción especial podrían adquirir un control remoto con la forma del accesorio fáser de la serie original de Star Trek. Toshiba se había asociado con Paramount para lanzar la serie original en formato remasterizado, para admitir su entonces nuevo formato de disco de vídeo óptico HD-DVD.
El documental Star Trek: Beyond the Final Frontier se incluyó en la caja de DVD HD de la primera temporada de Star Trek: The Original Series. Sin embargo, el documental se incluyó en el componente DVD del set, no en la parte HD.
La primera temporada, con efectos remasterizados, debutó en Blu-ray el 28 de abril de 2009. El 6 de septiembre de 2016, se relanzó como parte del set del 50 aniversario de Star Trek, que incluía las tres temporadas de la serie original. películas con reparto original hasta Star Trek VI y las series animadas de los años 70 en discos ópticos Blu-Ray.

## Recepción
En 2019, CBR calificó la primera temporada de Star Trek (serie 1966-1969) como la décima mejor temporada de todas las temporadas de Star Trek hasta ese momento, comparándola con temporadas de series posteriores.